# Máximo Quiles
Máximo Martínez Quiles (Murcia, 19 marzo 2008) è un pilota motociclistico spagnolo, vincitore della European Talent Cup nel 2021 e 2023.

## Carriera

### Gli inizi
Quiles ha iniziato a gareggiare in moto all'età di 6 anni. Ha vinto campionati nazionali e internazionali in sella a moto mini GP tra il 2017 e il 2019. Si è classificato secondo nel Campionato Spagnolo Superbike Moto4 2020 all'età di 12 anni, prima di cimentarsi con la European Talent Cup, competizione che vince nel suo anno d'esordio all'età di tredici anni. Per il 2022 viene selezionato per partecipare alla Red Bull Rookies Cup, anche in questa manifestazione non sfigura classificandosi subito terzo con piazzamenti a podio e vittorie all'attivo. Sempre nel 2022 cerca di difendere il titolo nella Talent Cup classificandosi però quarto.
Nel 2023 rivince il titolo nella Talent Cup e si classifica terzo nella Rookies Cup; mentre nel 2024 prende parte al campionato mondiale FIM Junior GP concluso al terzo posto con una vittoria all'Estoril. Disputa inoltre la sua terza stagione nella Rookies Cup concludendola in quinta posizione.

### Moto3
Nel 2025 fa il suo esordio nel motomondiale: viene ingaggiato dall'Aspar Team per guidare la KTM RC 250 GP, il compagno di squadra è Dennis Foggia. In occasione del Gran Premio di Francia ottiene la sua prima pole position, mentre al Mugello la prima vittoria iridata.

## Risultati nel motomondiale
| 2025 | Classe | Moto |       |       |   |     |     |   |   |   |   |    |   |   |   |  |  |  |  |  |  |  |  |  | Punti | Pos. |
| ---- | ------ | ---- | ----- | ----- | - | --- | --- | - | - | - | - | -- | - | - | - |  |  |  |  |  |  |  |  |  | ----- | ---- |
| 2025 | Moto3  | KTM  | [ 6 ] | [ 6 ] | 5 | Inf | Inf | 7 | 2 | 2 | 1 | 15 | 2 | 2 | 4 |  |  |  |  |  |  |  |  |  | 139   |      |

| Legenda | 1º posto        | 2º posto            | 3º posto            | A punti      | Senza punti        | Grassetto – Pole position Corsivo – Giro più veloce |
| Legenda | Gara non valida | Non qual./Non part. | Ritirato/Non class. | Squalificato | '-' Dato non disp. | Grassetto – Pole position Corsivo – Giro più veloce |